# Paonta Sahib
Paonta Sahib es una ciudad y concejo municipal situada en el distrito de Sirmaur,  en el estado de Himachal Pradesh (India). Su población es de 25183 habitantes (2011). Se encuentra a orillas del río Yamuna.

## Demografía
Según el censo de 2011 la población de Paonta Sahib era de 25183 habitantes, de los cuales 13265 eran hombres y 11918 eran mujeres. Nahan tiene una tasa media de alfabetización del 89,93%, superior a la media estatal del 82,80%: la alfabetización masculina es del 92,67%, y la alfabetización femenina del 86,67%.